# علی‌اکبر اسکندانی

علی‌اکبر اسکندانی (درگذشته در ۲۹ مرداد ۱۳۲۴، گنبد کاووس) از جمله افسرانی بود که رهبری واقعه معروف به قیام افسران خراسان را بر عهده داشت و در جریان سرکوب این قیام کشته شد.